# Ichoca
Ichoca  ist eine Ortschaft im Departamento La Paz im südamerikanischen Andenstaat Bolivien.

## Lage im Nahraum
Ichoca liegt in der Provinz Inquisivi und ist zentraler Ort im Cantón Ichoca im Municipio Ichoca. Die Ortschaft liegt auf einer Höhe von 3625 m an der Mündung des Río Chuncara in den Río Ichoca, der in östlicher Richtung in den Río Ayopaya mündet.

## Geographie
Ichoca liegt an einem Talhang der Anden-Gebirgskette der Cordillera Central. Das Klima der Region ist ein typisches Tageszeitenklima, bei dem die mittleren Temperaturschwankungen im Tagesverlauf deutlicher ausfallen als im Verlauf der Jahreszeiten.
Die mittlere Durchschnittstemperatur der Region liegt bei gut 10 °C (siehe Klimadiagramm Quime), die Monatsdurchschnittstemperaturen schwanken zwischen 7 °C im Juni/Juli und knapp 13 °C im November/Dezember. Der Jahresniederschlag beträgt knapp 600 mm, von Mai bis August herrscht eine Trockenzeit mit Monatsniederschlägen unter 15 mm, in den Monaten Januar und Februar fallen im langjährigen Mittel zwischen 120 und 130 mm Regen.

## Verkehrsnetz
Ichoca liegt in einer Entfernung von 275 Straßenkilometern südöstlich von La Paz, der Hauptstadt des gleichnamigen Departamentos.
Von La Paz führt die asphaltierte Fernstraße Ruta 3 in östlicher Richtung bis Coroico, und von dort die Ruta 25 in südöstlicher Richtung 160 Kilometer bis Inquisivi und weiter nach Cochabamba. In Inquisivi zweigt in südwestlicher Richtung die Ruta 109 ab und führt über 21 Kilometer nach Quime. Von dort führt eine unbefestigte Schotterstraße nach Süden und erreicht nach 25 Kilometern Ichoca.

## Bevölkerung
Die Einwohnerzahl der Ortschaft ist in den vergangenen beiden Jahrzehnten auf mehr als das Doppelte angestiegen:
| Jahr | Einwohner | Quelle       |
| ---- | --------- | ------------ |
| 1992 | 505       | Volkszählung |
| 2001 | 517       | Volkszählung |
| 2012 | 1 326     | Volkszählung |

Aufgrund der historischen Bevölkerungsentwicklung weist die Region einen hohen Anteil an Aymara-Bevölkerung auf, im Municipio Quime sprechen 92,4 Prozent der Bevölkerung die Aymara-Sprache.